# 比較教育學
比較教育學（Comparative Education）是為了要了解本國與他國教育之間的異同，藉由發現各國之間的不同，理解不同國家的教育風格，而本國也可斟酌他國成功的教育經驗來彌補本國教育上的缺失。法國安東尼·朱利安（Antonie Jullien，1775 ~ 1848）是最早研究比較教育學的學者，他在1817提出「比較教育的計劃及基本觀點」，建立了主觀的研究。隨著時代的進步，全球化的到來，各國之間的連繫也越來越緊密，其中包括了經濟、政治、宗教、文化、軍事、教育等等面向，而各個面向都互相影響，也因此比較教育學也越來越受到重視。
比較教育學是學術性質偏高的一個科目，目的是為了瞭解、研究各國的教育措施與方法，而近一步的比對各國之間的差異，其中夾雜了文化與環境等因素，直接也間接影響他國的教育方法，也因此它與國際學常常搞混，比較教育學以教育為較大的偏重，其中也包含著文化等因素，藉由比較他國的教育，近一步的加速了國際之間的交流，也使的各國之間教育的知識與問題逐漸地擴展，促進教育之間的進步。

## 比較教育理論學說
- 結構功能論：部門是組成結構功能論的主要因子，而許多部門形成了社會架構，著名人物：早期有英國的斯賓賽、法國的涂爾幹、英國的瑞克利夫·布朗；當代則有帕森士、墨頓等。
- 人力資本論：教育是一種投資，而不僅是消費、教育投資多而且當，人力資本便雄厚。
- 現代化理論：每一社會均須由傳統的進化到先進的、西方先進國家成為各國發展的目標。
- 依賴理論：核心國家對邊緣的主控。
- 馬克思與新馬克思主義理論：唯物論試圖在社會的經濟發展，生產與交換模式的變遷，及其因而分化成不同階級，以及這些階級鬥爭當中，尋求所有重要歷史事件的終極原因與巨大的推動力量。新馬克思主義嘗試重新檢討或修正馬克思之古典理論，但仍相信及堅持馬克思主義的某些原則。
- 世界系統理論：是後馬克思主義的世界事務觀點。
- 後現代主義理論：反對以各種約定成俗的形式，來界定或規範其主義。

## 比較教育學與國際教育學的比較
國際教育學是一門牽涉到國際之間有關政治性的教育，與凡有關國際之間發生的大事件都能歸納到此類，且比較重視實務性的問題且學習相關的專業知識。而比較教育學是學術性質，且可牽涉到文化、經濟、宗教不同的面向，不像前者只關注在國際事件。

## 比較教育學術社團
- 1956年成立比較與國際教育學會（Comparative and International Education Society）
- 1963年歐洲比較教育學會（Comparative Education Society in Europe）
- 1964年日本比較教育學會（Japan comparative Education Society）
- 1967年加拿大比較與國際教育學會（Comparative and International Education Society of Canada）
- 1968年韓國比較教育學會（Korean comparative Education Society）
- 1970年世界比較教育學會聯合會（World Council of Comparative Education Society）
- 1974年中華民國比較教育學會〈Chinese comparative Education Society-Taipei〉
- 1979年印度比較教育學會（Comparative Education Society of India）
- 1979年中国教育学会比较教育分会
- 1990年香港比較與國際教育學會（Hong Kong comparative and International Education Society）
- 1995年亞洲比較教育學會（Comparative Education Society of Asia）
- 1997年英國比較與國際教育學會（British Association for comparative and International Education）

## 外部連結
- 國家教育研究院 教育論文 - 王如哲 - <比較教育>[永久]
- 學習加油站-教育Wiki